# تیم ملی فوتبال فیجی
تیم ملی فوتبال فیجی نمایندهٔ کشور فیجی در مسابقات بین‌المللی است که زیر نظر فدراسیون فوتبال فیجی فعالیت می‌کند. 
اولین بازی رسمی این تیم در تاریخ ۷ اکتبر ۱۹۵۱ میلادی در برابر تیم ملی فوتبال نیوزیلند برگزار شده‌است.